# Elisabeth Rasekoala
Elisabeth Rasekoala (Nigeria, 1960), és una enginyera química, divulgadora científica, experta en desenvolupament internacional sobre energia i activista africana. És, a més, la presidenta d'African Gong (Xarxa Panafricana per a la Popularització de la Ciència i la Tecnologia a l'Àfrica).

## Trajectoria professional
Durant dues dècades va treballar en el camp de la indústria petroquímica a Europa, Àfrica i Amèrica. Fruit d'aquesta experiència, va prendre consciència de la perspectiva masculina, blanca i eurocèntrica que impregnava el món de la ciència. A partir d'aquí, va iniciar la seva implicació i lluita en favor de la diversitat, la inclusió sociocultural i la igualtat de gènere en l'educació STEM. Ha investigat, presentat i escrit àmpliament sobre aquestes qüestions amb relació a l'educació STEM i el desenvolupament de competències.
Rasekoala aprofita la seva experiència, habilitats i coneixements de la indústria, del sector públic i de la societat civil, per abordar la complexitat del desavantatge multidimensional per motius de raça i de gènere en l'empresa científica, tot aportant recomanacions estratègiques per innovar en el desenvolupament del capital humà.
També ha treballat per promoure la inclusió de problemes de canvi climàtic en el discurs sobre comunicació científica.

## Implicació institucional
En aquest sentit, ha iniciat i dirigit el programa sobre promoció de la igualtat de gènere a Àfrica: Women Advancement Forum (WAFIRAN), a la Universitat d'Ibadan de Nigèria i el programa per a la Incorporació de la inclusió de gènere en la investigació sobre el canvi global a Sud-àfrica. Els resultats d'aquests innovadors projectes s'han presentat a la Comissió de la Unió Africana (AUC) i a la Comissió Econòmica de l'ONU per a Àfrica (UNECA), com a model transformador de bones pràctiques per al continent.
És fundadora i copresidenta de la Xarxa d'educació solidària panafricana (PASEN). També és cofundadora i presidenta de Green Shift Africa; membre fundadora de SET4Women, el grup de referència del govern sud-africà sobre gènere, ciència i tecnologia, i fundadora de la Xarxa Africana-Carib de Ciència i Tecnologia (ACNST).

## Reconeixements
El 2019 va guanyar el Premi Nat per la seva lluita a favor de la diversitat, la inclusió sociocultural i de gènere en la divulgació, el aprenentatge i la pràctica de la ciència a l'Àfrica.